# Cosmorhoe producta
Cosmorhoe producta är en fjärilsart som beskrevs av Louis Beethoven Prout 1922. Cosmorhoe producta ingår i släktet Cosmorhoe och familjen mätare. Inga underarter finns listade i Catalogue of Life.